# Нойба (посёлок)
Нойба — упразднённый посёлок в Северо-Енисейском районе Красноярского края России. На момент упразднения входил в состав Тейского поселкового совета. Упразднён в 1998 году.

## География
Располагался на левом берегу реки Нойба, ниже слияния рек Левая Нойба и Правая Нойба, на расстоянии приблизительно 14 км по прямой к северо-западу от посёлка Тея.

## История
Возник в 1880-е годы как прииск по добычи золота. В советские годы в посёлке размешалась база драги № 11. К началу 1970-х полигон разработки драги был выработан и начался процесс по переселению жителей посёлка в Тею, где в 1974 году для ниж была построена улица Дражная.
В 1970—1980-е не выделялся в качестве самостоятельного населённого пункта.
Исключен из учётных данных постановлением губернатора Красноярского края от 6 мая 1998 года № 265-П в связи с выездом всех жителей для постоянного проживания в другие населенные пункты.